# Corispermum gallicum
Corispermum gallicum är en amarantväxtart som beskrevs av Modest Mikhaĭlovich Iljin. Corispermum gallicum ingår i släktet lusfrön, och familjen amarantväxter. Inga underarter finns listade i Catalogue of Life.